# Фридрик Омар
Фридрик Омар Хьёрлейфссон (исл. Friðrik Ómar Hjörleifsson), более известный как просто Фридрик Омар (родился 4 октября 1981 в Акюрейри) — исландский поп-певец, участник Евровидения-2008 как солист группы Eurobandið и Евровидения-2009 как бэк-вокалист певицы Йоханны.

## Карьера
Фридрик Омар начал играть в возрасте 5 лет на барабанах, но затем стал заниматься вокалом. Пел в школе, выступал вместе с разными артистами Исландии и даже с симфоническим оркестром. В 2006 году выпустил свой первый сольный альбом «Annan dag» (исл. Другой день) и был номинирован на звание певца года в Исландии. В марте 2006 года вместе с певицей Региной Оск создал коллектив «Eurobandið» (он же «Euroband»). В 2007 году Фридрик участвовал в отборочном конкурсе на Евровидение 2007 в Хельсинки с песней «Eldur» (исл. Огонь), но занял 2-е место, уступив Эйрикуру Хёйксону.
Через год Фридрик вместе с Региной выиграли отбор на Евровидение 2008 в Белграде с песней «Fullkomid lif» (исл. Идеальная жизнь), которая была переведена на английский и получила название «This Is My Life» (англ. Это моя жизнь). Группа вышла в финал с 8-го места и заняла итоговое 14-е место, улучшив результат 2003 года. А в 2009 году Фридрик был приглашён в Москву как бэк-вокалист певицы Йоханны, которая с песней «Is It True?» заняла 2-е место.
Фридрик продолжает заниматься сольной карьерой, выпуская альбомы на исландском и английском языках.

## Дискография

### Guðrún Gunnars og Friðrik Ómar
- Ég skemmti mér (2005)
- Ég skemmti mér í sumar (2006)
- Ég skemmti mér um jólin (2007)

### Сольная
- Jólasalat (1997)
- Hegg ekki af mér Hælinn (1998)
- Annan dag (2006)
- Í minningu Vilhjálms Vilhjálmssonar (2008)
- Vinalög (2009)
- ELVIS (2010)
- Outside The Ring (2012)
- Kveðja (2013)
- Heima um jólin (2015)

### Eurobandið
- This Is My Life (2008)

## Галерея

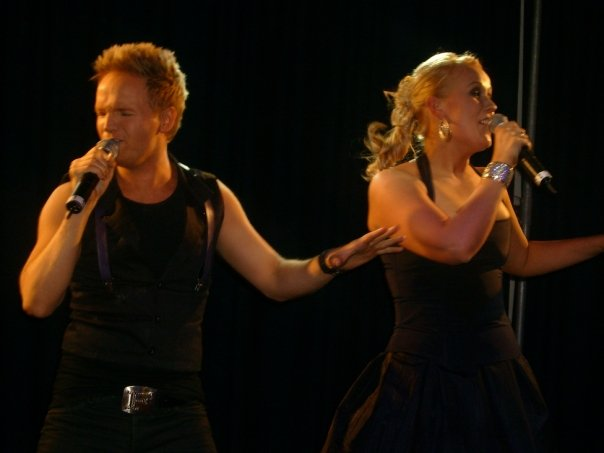
Euroband на концерте в Лондоне, 2008
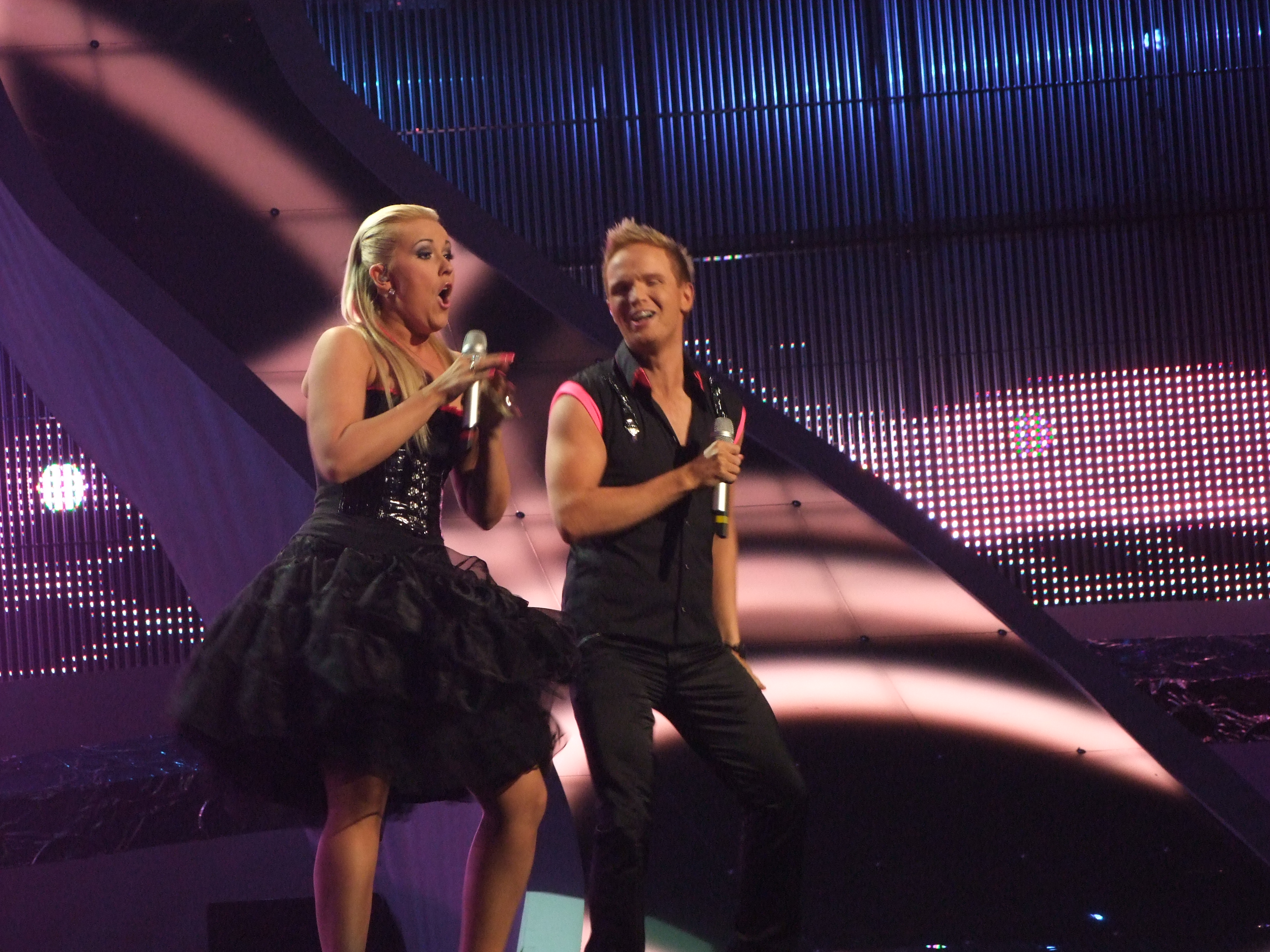
Выступление Euroband на Евровидении-2008 в Белграде
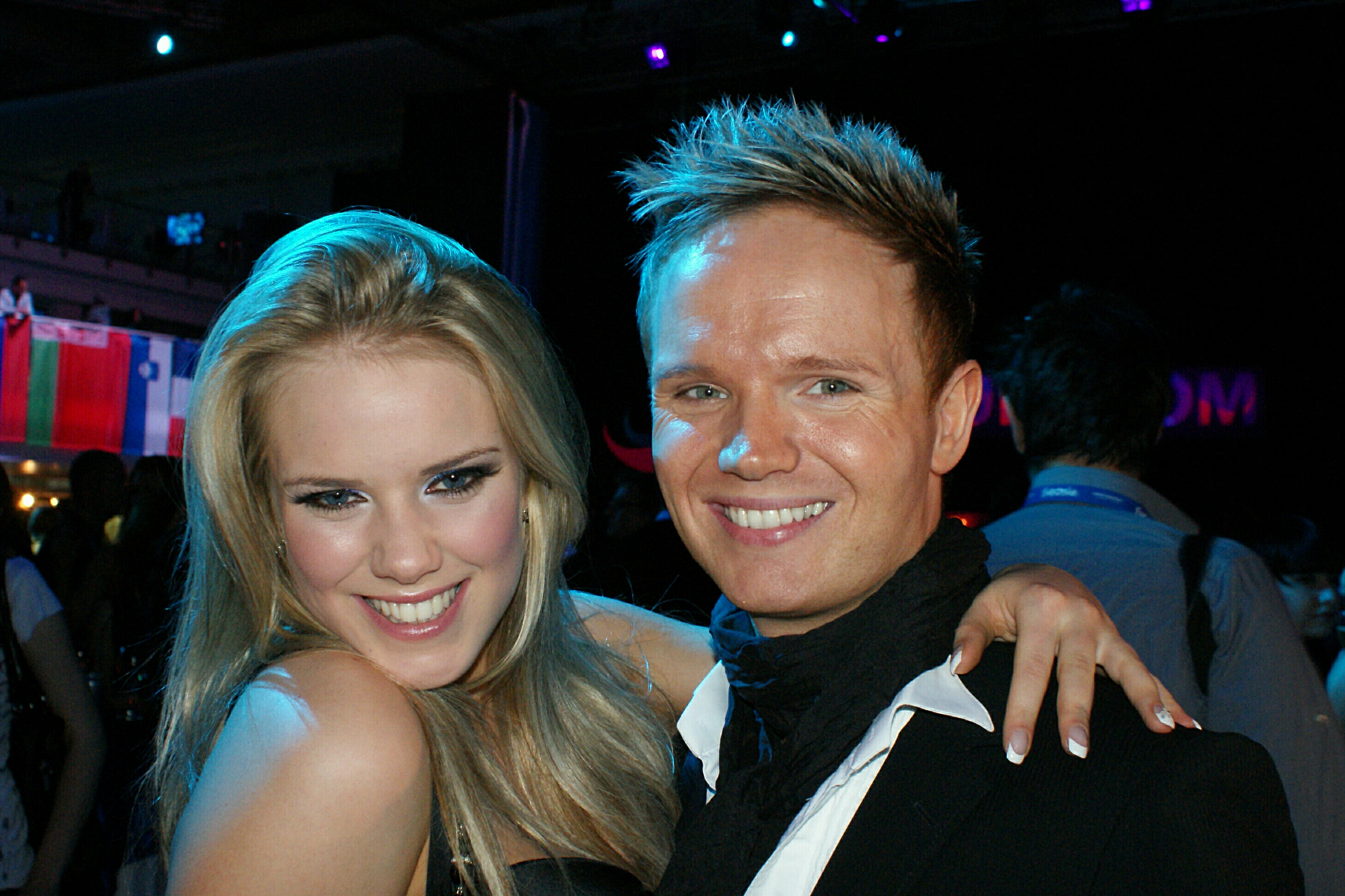
Йоханна и Фридрик Омар на вечеринке Евровидения в Москве, 2009